# 科克斯峰
科克斯峰（英語：Cox Peaks），是南極洲的山峰，位於阿蒙森海岸，處於克羅基特山東南面9公里，美國地質調查局根據測量和美國海軍拍攝的空中照片繪入地圖，現時由南極條約體系管理。